# Лаодика III
Лаодика III (др.-греч. Λαοδικη Γ΄) — дочь Митридата II Понтийского, правительница государства Селевкидов. Её сестрой была Лаодика Понтийская, а братом — Митридат III.
Лаодика стала женой правителя государства Селевкидов Антиоха III Великого вскоре после его воцарения в 222 году до н. э. Свадьба состоялась в Селевкии Зевгме. Была объявлена царицей в городе Антиохия, после чего её супруг отправился в поход против восставшего сатрапа Молона, во время которого родился их первенец — Антиох.
Имя Лаодики не упоминается ни в одном источнике; но оно было занесено в более поздний период правления Антиоха в городах Сарды, Гераклея-на-Латмосе, Иасосе и Антиохии. С её смертью Антиох учредил посвящённый ей культ, в рамках которого он и она уподоблялись богам.
Лаодика III родила Антиоху III восьмерых детей:
1. Антиоха;
2. Селевка IV Филопатора;
3. Ардиса;
4. дочь, чьё имя неизвестно, обещанную в жены Деметрию I Бактрийскому;
5. Лаодику IV;
6. Клеопатру I Сиру
7. Антиохиду и
8. Антиоха IV Эпифана, названного в момент рождения Митридатом.